# Víctor Echaurren Valero
Víctor Echaurren Valero (Santiago, 23 de diciembre de 1862-4 de agosto de 1917) fue un  abogado, agricultor y político liberal chileno.

## Primeros años de vida
Era hijo de Francisco de Paula Echaurren Larraín y de Petronila Valero Sotomayor. Estudió en el Colegio de los Sagrados Corazones de Santiago (1875-1876) y luego terminó los estudios de Humanidades en Europa, donde se graduó además de abogado.
Contrajo matrimonio con Mercedes Herboso España, tuvieron dos hijos: Mercedes, casada con el político y comerciante Roberto Matta Tagle, a través de Ella, es el abuelo del destacado artista Roberto Matta. Y Víctor Manuel Echaurren Herboso, casado con Ana Araya Aravena.

## Vida pública
Fue Miembro del Partido Liberal Democrático, la corriente Balmacedista. 
Fue agregado de la Legación de Chile en Washington (1881), en París (1884) y Roma (1886). Fue también agente chileno de inmigración en Europa (1886).
Balmaceda lo nombró Intendente de Santiago. Elegido Diputado por Quillota y Limache (1888-1891), siendo parte de la comisión permanente de Constitución, Legislación y Justicia.
Elegido Alcalde de la Municipalidad de Santiago (1891-1894), siendo el primer alcalde elegido con la nueva Ley de Comuna Autónoma. 
Nuevamente Diputado, esta vez representando a La Serena, Coquimbo y Elqui (1894-1897 y 1897-1900), en ambos períodos integró la comisión permanente de Hacienda.
Por causas de la Guerra Civil de 1891, vio destrozadas sus propiedades y perdidos en el saqueo más de 200.000 pesos, emigrando a Europa, volviendo en 1893; elector de presidente 1896, director del periódico La Nueva República 1896.